# الف (سریال)
الیف (ترکی استانبولی: Elif) مجموعه تلویزیونی تلویزیونی ترکیه است.